# Lithacodia muscosula
Lithacodia muscosula är en fjärilsart som beskrevs av Achille Guenée 1852. Lithacodia muscosula ingår i släktet Lithacodia och familjen nattflyn. Inga underarter finns listade i Catalogue of Life.